# Nuculanidae
Nuculanidae zijn een familie van tweekleppigen uit de orde Nuculanida.

## Taxonomie
De volgende taxa zijn bij de familie ingedeeld:
- † Geslacht Pseudoportlandia Woodring, 1925
- Onderfamilie Ledellinae Allen & Sanders, 1982
  - Geslacht Ledella Verrill & Bush, 1897
  - Geslacht Ledellina Filatova & Schileyko, 1984
- Onderfamilie Nuculaninae H. Adams & A. Adams, 1858 (1854)
  -  † Geslacht Ezonuculana Nagao, 1938
  - Geslacht Jupiteria Bellardi, 1875
  - Geslacht Lembulus Risso, 1826
  -  † Geslacht Meganuculana Amano & Jenkins, 2017
  - Geslacht Nuculana Link, 1807
  - Geslacht Saccella Woodring, 1925
- Onderfamilie Parayoldiellinae Filatova & Schileyko, 1984
  - Geslacht Parayoldiella Filatova, 1971
- Onderfamilie Poroledinae Scarlato & Starobogatov, 1979
  - Geslacht Lamellileda Cotton, 1930
  - Geslacht Poroleda Hutton, 1893
  - Geslacht Propeleda Iredale, 1924
  - Geslacht Robaia Habe, 1958